# Dolores Hidalgo kommun
Dolores Hidalgo kommun (officiellt Dolores Hidalgo Cuna de la Independencia Nacional) är en kommun i delstaten Guanajuato i centrala Mexiko, cirka 60 kilometer från staden Guanajuato. Centralorten Dolores Hidalgo har cirka 60 000 invånare, och hela kommunen lite mer än 150 000 invånare. Dolores Hidalgo var staden där El Grito (ropet) utropades 16 september 1810, vilket blev starten på det mexikanska frihetskriget. Dolores Hidalgo är även känd för betydande keramisk tillverkning.
Följande samhällen finns i Dolores Hidalgo:
- Dolores Hidalgo
- Ejido Jesús María
- Colonia Padre Hidalgo
- Adjuntas del Río
- San Isidro de la Estacada
- Xoconoxtle el Grande
- Rancho de Guadalupe
- Palma Prieta
- La Cruz del Padre Razo
- Santa Clara
- Ejido Dolores
- San Diego del Llanito
- Sebastián
- Las Yerbas
- San Martín de Terreros
- La Cantera
- La Colorada
- Colonia Francisco I. Madero
- Rancho el Calvarito
- La Ventilla
- Xoconoxtlito del Llanito
- Santiaguillo
- La Piedra
- San Antón de las Minas
- San José de Lagunillas
- Palacio de Abajo
- Coecillo
- Cerrito de San Pablo
- San Pedro
- El Gusano
- Santa Teresa de Jiricuichi
- Cerrito de Santa Cecilia
- La Providencia
- La Haciendita
- Rioyos
- La Trinidad
- Las Negritas
- El Molino
- La Puerta de San Francisco
- Refugio de Montelongo
- Manzanos
- Ceja de San Agustín
- El Huizachal
- Paredones
- Guanajuatito
- Mesa de López
- El Paraíso
- Colonia San Juan
- La Luz
- San Simeón
- La Luz
- La Laguna
- San Antón de Ceballos
- La Quemadita
- Ojo de Agua de Cervantes
- La Regalada
- Cerro Blanco
- El Tajo
- Purísima de Cebolletas
- El Mezquital
- Santa Lucía
- San Marcos de Arriba
- El Mastranto
- La Purísima
- Los Serna
- San Juan de Abajo
- Ojo de Agua de Tepextle
- Cancino
- Ejido de la Barranca
- La Cazuela
- San Francisco
- Cerrito de Esteban
- San Ignacio de Loyola
- La Esperanza
- Las Escobas
- San Isidro del Durazno
- El Tranqueño
- La Candelaria
- Los Herreros
- El Tepozán
- Cinco Llagas
- Soriano
- Galancillo
- San Pedro y Anexas
- Noria Nueva
- San Juan del Estaño
- Sotoles
- Peña Colorada
- La Colmena
- Huerta Grande
- San José de la Campana
- Las Milpitas
- San Antonio del Tepozán
- Rancho los Dolores
- El Gato
- El Pedregal
- Tepozanes
- La Cabaña
- Jericó de María
- Don Pedro
- La Nueva Luz
- El Refugio
- Potrero de Guadalupe
- Hacienda de Abajo
- Cerrito de Guadalupe
- Carretera a Guanajuato Kilómetro Uno
- Ejido los Carrillo
- Silleros del Rosario
- Rancho de en Medio de los Lugo
- La Angelina
- Palmitas
- Santa Rita
- San Miguelito
- Potrero de Jesús
- Las Fuentes